# Kriegerdenkmal Kammerode

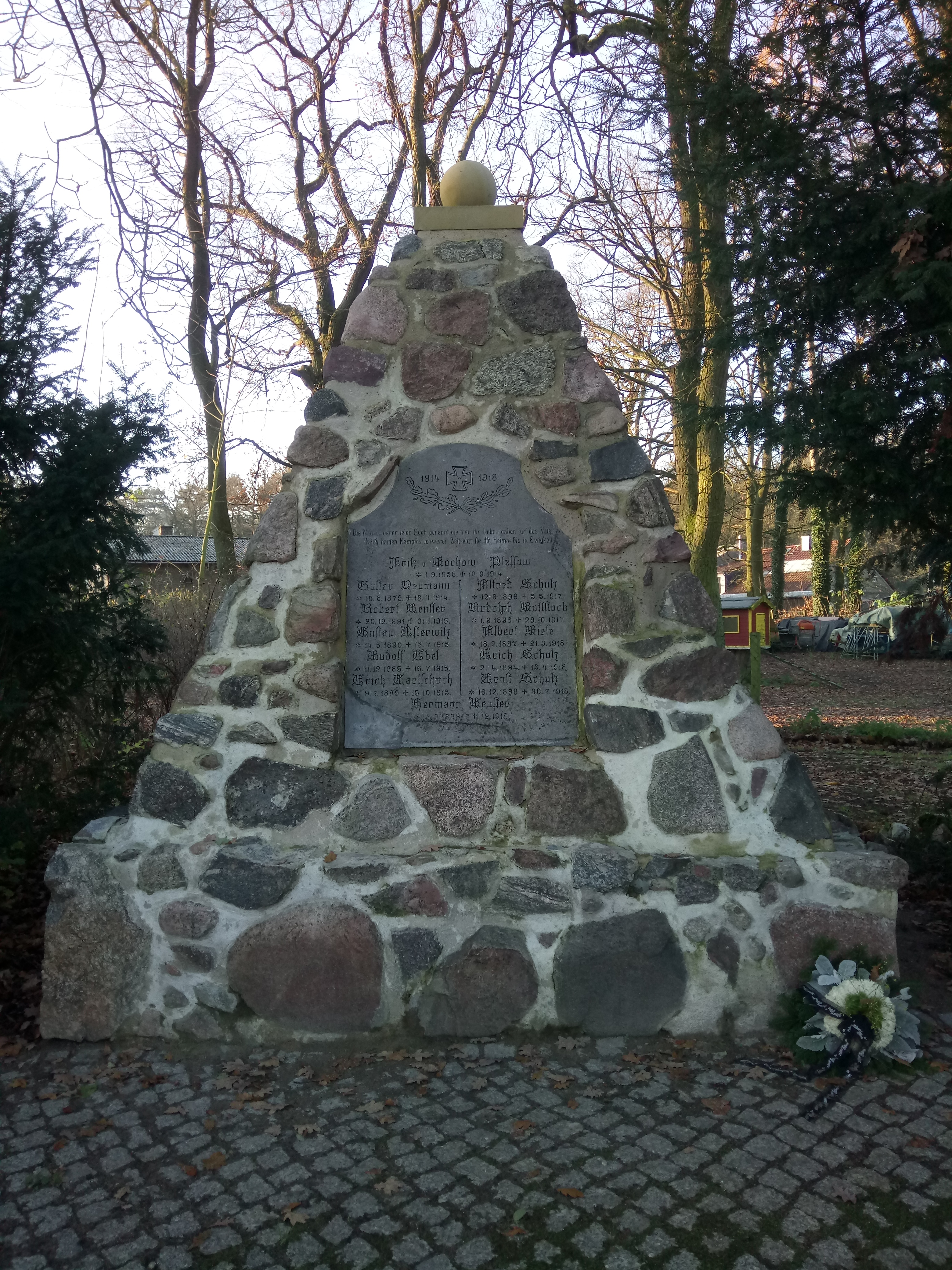
Kriegerdenkmal in Kammerode

Das Kriegerdenkmal Kammerode ist ein denkmalgeschütztes Kriegerdenkmal im Wohnplatz Kammerode, einem Ortsteil von Ferch der amtsfreien Gemeinde Schwielowsee im Landkreis Potsdam-Mittelmark. Im örtlichen Denkmalverzeichnis ist das Kriegerdenkmal unter der Erfassungsnummer 09191632 als Baudenkmal verzeichnet.
Das Denkmal steht auf dem Anger des Dorfes in der Ortsmitte. Es stammt aus den 1920er Jahren und besteht aus zu einer Pyramide gemauerten Feldsteinen. Ein genaues Errichtungsdatum ist unbekannt. Auf einer Tafel eingraviert sind die Namen im Ersten Weltkrieg gefallener Soldaten aus Kammerode. An erster Stelle steht der Name Fritz von Rochow (eigentlich Friedrich Ludwig VII. von Rochow), der auch auf den Kriegsdenkmälern seiner anderen Patronatsdörfer jeweils oben aufgeführt ist. Kammerode gehörte als Forstgut zum Familienfideikommiss des Gutes Plessow und befand sich bis 1945 im Besitz der Familie von Rochow.
2017 wurde das Denkmal restauriert. Das ursprünglich auf dem Denkmal befindliche Kreuz in Form eines Eisernen Kreuzes ging verloren und wurde durch eine Steinkugel ersetzt.

## Inschrift
1914 – 1918

Die Namen derer seien Euch genannt, die treu ihr Leben gaben für das Vaterland

Nach harten Kampfes schwerer Zeit ehrt sie die Heimat bis in Ewigkeit